# 시 띤
"See Tình"(시 띤)은 가수 호앙투이린의 네 번째 정규 음반 《LINK》의 싱글이다. 7인조 걸그룹 P1XE7(픽셀)가 작곡한 이 곡은 틱톡을 통해 긍정적인 평가를 받았으며, 리메이크된 곡의 영상과 함께 업로드된 멜로디에 맞춰 춤을 추는 동작으로 전 세계의 유명세를 탔다.

## 작곡
메콩강 삼각주 생활문화의 영향을 받아 DTAP가 작편곡했다. 이 곡은 16살, 17살, 18살에 사랑에 빠졌을 때의 느낌을 떠올렸다고 한다. DTAP는 2시간 만에 작곡했고 투 린은 이틀 만에 이 노래를 듣고 녹음했다. 제목은 "사랑에 빠졌다"로 이해되고 "사랑을 본다"로 이해되는 말장난이다.
"See Tình"은 디스코 팝이나 댄스 팝 스타일, 복고풍과 오음음계의 후렴구를 섞은 신나는 댄스 팝 스타일의 곡이다. 노래에 투 린의 "Western" 부분이 합쳐져 있다. 후렴구 "Tình tình tình tang tang tính"(띤 띤 띤 땅 땅 띤)이 이 노래의 하이라이트로 여겨진다.

## 뮤직 비디오

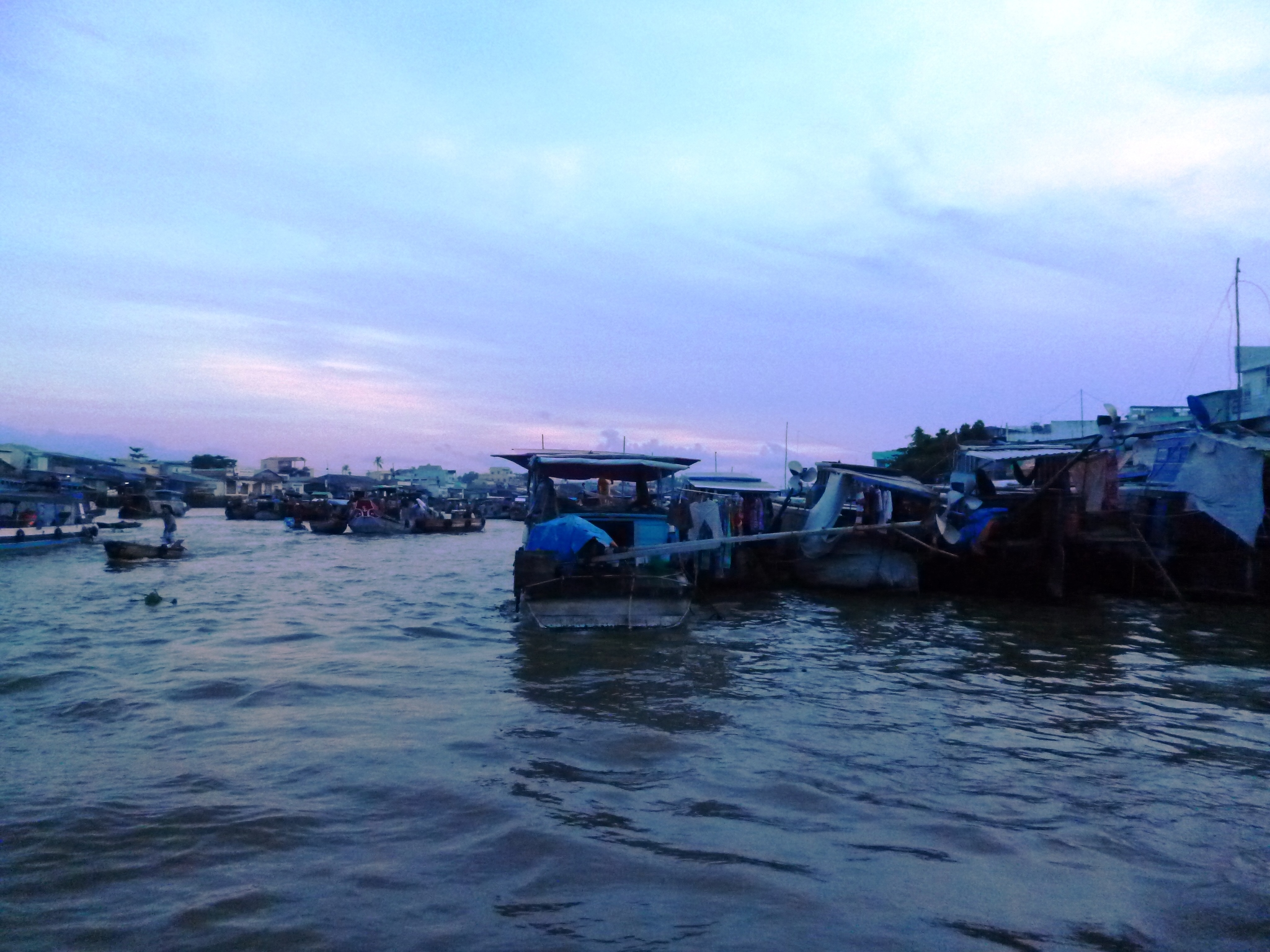
뮤직비디오의 주요 배경은 베트남 남부 지방의 전형적인 문화인 까이랑 수상 시장에서 이루어졌다.

이 곡의 뮤직비디오 감독은 카와이 뚜언 안(Kawaii Tuấn Anh)이고 대본가는 여성 시나리오 작가 민 꺼우(Minh Châu)이다. 뮤직비디오의 스타일리스트는 호엉 꾸(Hoàng Ku)이다. 이 곡은 4집의 뮤직비디오가 선공개된 두 번째 싱글이고 선공개 싱글 세 곡 중 하나이다.
감독은 이전 뮤직비디오에서 북부를 배경으로 한 것과는 달리 소박하고 직설적인 색상과 가사에 어울리는 서부를 선택하기로 했다. 뚜언 안 감독은 자신의 작품에 많은 3D 기술을 포함 한 것은 이번이 처음이다. 크로마키 배경에서 약 75%의 장면이 구현되고 CG가 최대 3개월까지 정교하게 처리되었다. 뮤직비디오 내용은 인어가 청년에게 사랑을 고백하는 내용이다. 가수 아이작도 노래의 마지막에 게스트로 출연했다.

## 발매
뮤직비디오는 2022년 2월 20일 호치민시에서 언론 발표회로 공개되었으며, 오후 8시에 유튜브에서 공개되었다. 디지털로 발매되고 CD로 발매된다. 투 린은 "Lazada Super Party - 세기의 생일"의 무대에서 처음으로 라이브 무대를 했다.
2022년 8월 11일, 투 린의 서른네 살 생일을 맞아 네 번째 정규 음반 《LINK》를 발매했다. 이 노래는 2위를 차지했다.

## 반응
뮤직비디오 포스터를 공개했을 때부터 이 노래는 투 린의 팬들로부터 주목과 기대를 받았다. 발매 당시, 이 곡은 빠르게 청취자들로부터 많은 찬사를 받았다. 이 노래를 상징하는 후렴구가 발매 이틀 만에 틱톡에 돌풍을 일으켰고, 이 챌린지 영상은 160만 건의 조회수를 기록했다. 같은 해 3월 2일, 해시태그 "#hwytsaoseetin"은 조회수 2억 5050만 건을 돌파했으며, 이 플랫폼의 43,000개 동영상에서 배경음악으로 사용되었다.
이 곡은 빌보드 베트남 차트에서 몇 주일 연속 1위를 차지했다. 뮤직비디오는 공개 후 3일 만에 조회수가 500만 건을 넘었고, 2023년 2월 기준으로 4천만 건을 넘었다. 대한민국에서는 멜론에서 가장 많이 검색된 키워드 1위에 올랐고, 유튜브 뮤직 코리아에서 오늘 가장 많이 들은 노래 12위에 올랐다.

## 전문적 평가
노래에 대한 전문적 의견은 대부분 긍정적이다. 스포츠 & 문화 신문은 이 노래가 "귀엽고 개성 있고, 활기차고, 젊고, 현대적인" 부분과 함께 전반적으로 베트남 민속적인 음악적 소재와 "특정한 지역이나 공동체에 국한되지 않다"는 점을 높이 평가했다. 이 기사는 또한 아름다운 이미지를 가지고 "전통적이면서도 현대적인" 분위기를 표현한 뮤직비디오를 칭찬했다. 타인니엔 신문은 "See Tình"이 틱톡에서 유행한 이유는 노래가 중독성 있고 매력 있는 후렴구가 있기 때문이라고 평가했다. 피치포크의 리뷰에서 조슈아 민수 킴은 이 곡이 베트남의 과거와 현재에 대한 유쾌한 표현이라고 이야기했다. 김도헌도 이 노래의 인기를 호평했다. 원곡의 스페드 업 리믹스는 숏폼에서 인기를 끌기 최적의 조건이었다.
로피시엘 베트남 잡지의 리뷰에서 "See Tình"의 뮤직비디오를 음악적인 부분보다는 시각적인 측면에서 더 파격적이라고 표현했다. 징 뉴스는 "See Tình"이 가사가 깊이가 부족하지만 이전 작곡에서 벗어나는 음악적 미학이 "히트를 치기에 이상적인" 것으로 간주했다.

## 대중문화
"See Tình"은 틱톡 기반의 사용자 취향에 맞는 댄스, 특히 비트 드롭으로 더 잘 알려져 있다. DJ 꾸깍(Cukak)의 리믹스를 통해 세계적으로 인기를 끌었다. 중국에서만 이 노래와 관련된 영상 조회수가 40억 건에 달했다. 2023년 3월 현재, 해시태그 #SeeTinh이 포함된 영상의 틱톡 조회수가 12억 건을 기록했으며, 그 중 대부분은 댄스 영상이었다.
틱톡 유행에 힘입어 전 세계 유명 인사, 연예인들이 이 노래를 부르며 리듬에 맞춰 춤을 추었다. 블랙핑크, 이다현, 신예은, 슈퍼주니어, 문빈&산하, 백현도 이 노래에 맞추어 춤을 추었다. 2022년 9월 중국 TV 프로그램에서 배우 주쉬단이 "See Tình"의 동작을 추며 시청자들의 눈길을 끌었다.

## 같이 보기
- 하이 풋 헌
- P1XE7